# Надзвичайні подорожі Сатурніно Фарандоли
«Надзвичайні подорожі Сатурніно Фарандоли» (фр. Voyages très extraordinaires de Saturnin Farandoul) — пригодницько-фантастичний роман французького письменника Альбера Робіда. виданий 1879 року.
Як і його майже сучасник та співвітчизник письменник-фантаст Жуль Верн, Робіда хотів висловитися повною мірою через фентезійні романи, описуючи екзотичні й віддалені країни Тихого океану.
На основі роману було знято беззвучний фільм 1913 року «Надзвичайні подорожі Сатурніно Фарандоли», який іноді називають одним із перших прикладів європейської наукової кінофантастики, а також італійський фільм 1977 року.

## Сюжет
Малюком Сатурніно Фарандола через аварію вітрильного корабля в океані, де загинули обоє батьків, опинився на самоті в своєрідному плавучому ящику. Хвилями його приносить на острів, населений великими мавпами, які прийняли та виховали Фарандолу, а також навчили його рухатись, говорити й ходити, як вони. Коли Сатурніно виріс, він з сумом все ж вирішує покинути острів та мавп й вирушити у пригоду по невідомому морю. Проте Фарандола швидко потрапляє до Ломбріко, капітан вітрильного корабля «Белла Леокадія». Сатурніно швидко подружився з ним, проте під час сутички з піратами загинув Ломбріко й Фарандола бере командування над кораблем на себе й вирушає у морське навколосвітнє плавання.
Тут розпочинаються його дивовижні пригоди, що відбуваються у найекзотичніших регіонах Південно-Східної Азії, а також незвичайні подорожі у часі та просторі з повітряними боями між дирижаблями та підводними човнами, водолази, які подорожують на сталевих акулах, піратами, священними слонами, полохливими, проте розлюченими росіянами. У своїх різних пригодах Сатурніно закохується в жінку-водолазку Місору. Живучи з нею продовжує свої подорожі та бере участь у битвах; звільняє свою кохану від професора Крокнуффа, директора мельбурнського акваріума, виліковує білого слона короля Сіаму, стає генералом й розпочинає нові пригоди. Доводиться вести війну проти імперії, війну проти Південного Мілігану. Його рятує лише вірність волелюбного серця, зрештою Сатуріно повертається на острів мавп, щоб жити в мирі з Місорою.

## Адаптації

### Фільмографія
«Надзвичайні пригоди Сатурніно Фарандола», німий фільм 1913 року, сценариста та режисера Марселя Фабре, знятий в італійському Турині. Іноді його називають одним із перших прикладів науково-фантастичного кінематографу.

### Телевізійні
На основі роману знято 13-исерійний дитячий фільм, режисери і сценаристи — Раффаеле Мелоні та Норман Моццато та за участі Маріано Рігільо, Дарії Ніколоді, Франко Ангрісано, Донатіни Де Кароліс, Аттіліо Кукарі, Сільвіо Ансельмо, Клаудія Лоуренс, Еміліо Марчезині, Джованні Поджалі, Флавіо Коломбайоні. Вперше показаний на каналі Rai 2, в обідній час, і демонструвався з 7 квітня по 2 червня 1977 року (перші 9 епізодів) та з 14 грудня 1977 по 4 січня 1978 року (останні 4 епізоди).

#### Епізоди
1. Сатурн проти Землі (I еп.) — Війна планет
2. Поразка Сатурна
3. Галея зі срібними вітрилами (I та II еп.)
4. Ульчеда, дочка Великого сокола прерії- (I еп — II еп — III еп.)
5. Кіт Карсон — лицар Заходу
6. Десперадос
7. Джо л'орбо
8. Ідол Науки
9. Дух прерії
10. Повстанці Далекого Заходу
11. Прокляте золото
12. Острів Піску
13. Підводна майстерня
14. Кінець Ребо
15. Піно хаб

### Комікси
- П'єр Лоренцо Де Віта в 1940 році проілюстрував комікс про Сатурніно Фарандолу, спочатку написаний Федеріко Педроччі, а потім — Гвідо Мелліні[4].
- 25 листопада 1959 року видавництво Topolino опублікувало комікс «Надзвичайні пригоди Сатурніно Фарандоли»[5].
- На хвилі успіху фільму у 1979 року художник Бонві надихнувся іменем персонажа, щоб створити свого «Марсоліно Тарантолу», історія якого (зовсім відмінна від пригод Сатурніно й натхненна переважно блокбастером «Велика Раса» з Тоні Кертісом і Джеком Лемноном) вперше з'явилася в книгарні «Супергульп!».